# Nauplius
Nauplius là một chi thực vật có hoa trong họ Cúc (Asteraceae).

## Loài
Chi Nauplius gồm các loài: